# Onstwedde
Onstwedde  è un villaggio di circa 2.900 abitanti del nord-est dei Paesi Bassi, facente parte della provincia della Groninga e situato nella regione di Westerwolde e lungo il canale Mussel Aa. Dal punto di vista amministrativo, si tratta di un ex-comune, dal 1969 accorpato alla municipalità di Stadskanaal.

## Geografia fisica
Onstwedde si trova nella parte sud-orientale della provincia di Groninga, tra le località di Nieuwe Pekela e Vlagtwedde (rispettivamente a sud-est della prima e a nord-ovest della seconda), a circa 12 km  ad ovest/nord-ovest di Bourtange, cittadina situata lungo il confine con la Germania.

## Origini del nome
Il toponimo Onstwedde contiene un nome di persona, Uno/Onno e la parola wolde, cioè "bosco".

## Storia
La località è menzionata per la prima volta nell'875 come Uneswido in un documento redatto nel monastero di Werden an der Ruhr.
Dal 1316, Onstwedde divenne parte del territorio di Westerwolde.
Nel 1916, fu costruito un porto lungo il Mussel Aa.
Il 1º gennaio 1969, Onstwedde cessò di essere un comune indipendente, unendosi a parte del comune di Wildervank per formare la nuova municipalità di Stadskanaal.

### Simboli
Lo stemma di Onstwedde presenta 4 righe orizzontali di color nero alternate a 3 righe orizzontali bianche, dove sono raffigurate un'aquila e un covone di grano.
Deriva probabilmente dallo stemma di Osnabrück.

## Monumenti e luoghi d'interesse

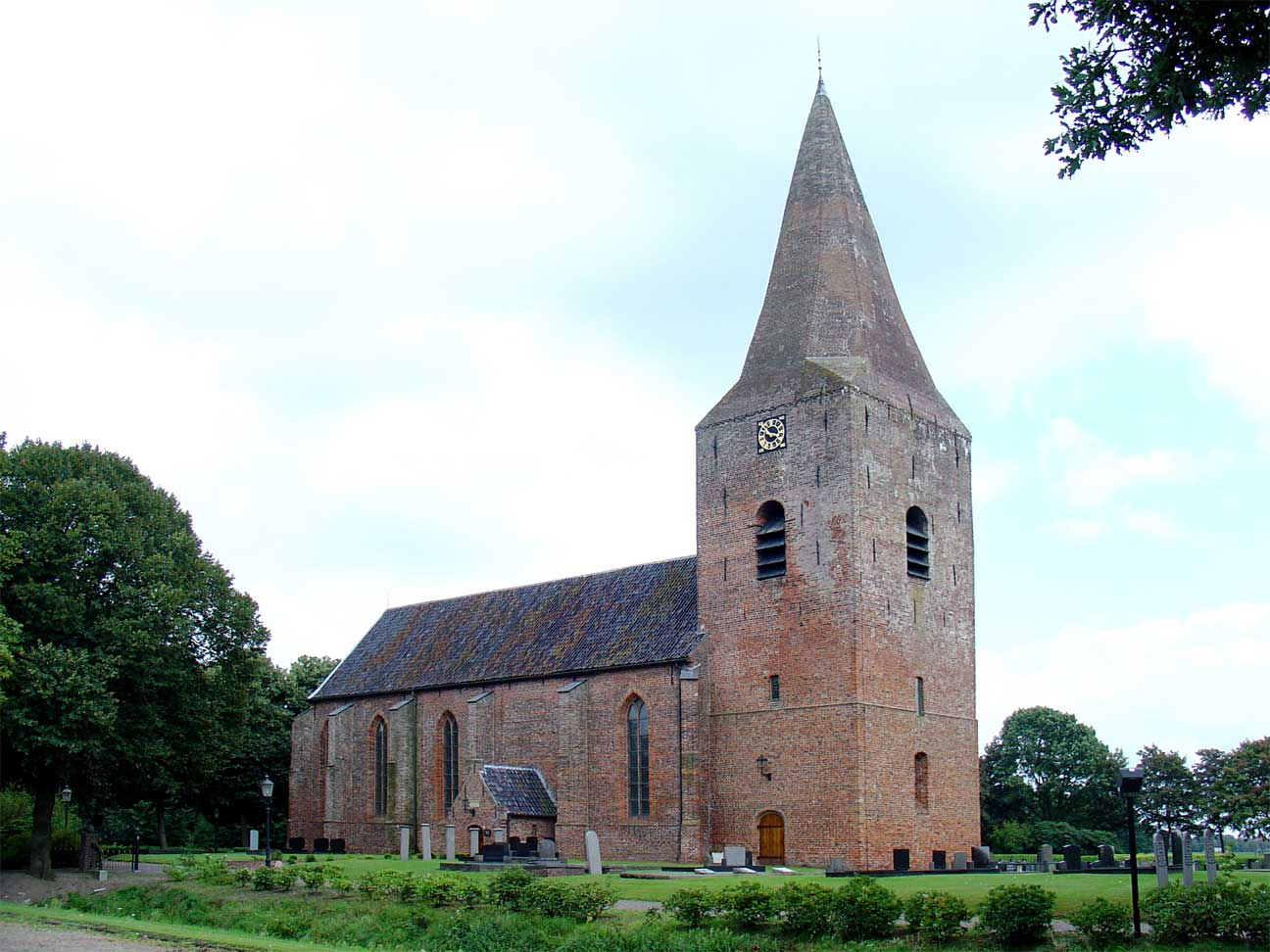
Onstwedde: la chiesa di San Nicola

Onstwedde conta 9 edifici classificati come rijksmonumenten.

### Juffertoren
Tra gli edifici d'interesse di Onstwedde, figura la Juffertoren, risalente al XIII secolo.

### Chiesa protestante
Altro edificio d'interesse è la chiesa protestante, risalente al 1825.

### Streekmuseum Slaait'nhoes
Onstwedde ospita inoltre lo Streekmuseum Slaait'nhoes, ubicato in una fattoria del XVIII secolo.

## Società

### Evoluzione demografica
Al censimento del 1º gennaio 2015, Onstwedde contava una popolazione pari a 2.858 abitanti.

## Geografia antropica

### Suddivisioni amministrative
Buurtschappen
- Barlage
- Blekslage
- Höfte
- Holte
- Smeerling
- Sterenborg
- Ter Maarsch
- Ter Wupping
- Veenhuizen
- Vledderhuizen
- Vosseberg
- Wessinghuizen

## Sport
- Onstwedder Boys, squadra di calcio[1]